# Cecelia Ahern
Cecelia Ahern (n. 30 septembrie 1981, Dublin, Irlanda) este o scriitoare irlandeză. 

## Biografie
A absolvit Facultatea de Jurnalism și Media și a debutat la vârsta de douăzeci și unu de ani cu romanul P.S. Te iubesc (2004 – Editura Allfa, 2005), bestseller internațional. 
Autoarea, ca recompensă pentru romanele ei de excepție, în anul 2014 a primit Premiul Glamour, pentru cea mai bună scriitoare a anului.
În “P.S. Te iubesc”, întâlnim sentimentul de  iubire în toate ipostazele: iubirea de cuplu, prietenia, legăturile de sânge, colegialitatea .Există multe scene care reușesc să trezească emoții puternice, de la tristețe la bucurie. Deși romanul are un subiect dramatic, stilul utilizat de autoare este unul tragico -comică. Mai mult cartea este destinată publicului feminin, și mai puțin celui masculin, acesta lucru considerându-l un punct slab, pentru un roman de asemenea anvergură
Prin prisma deznodamântului cărții PS Te iubesc, Cecelia Ahern dă dovadă de profunzime și de capacitatea de a crea sensuri implicite iubirii și a forței ei dincolo de moarte, precum și puterea de a trăi după pierderea sufletului pereche.
S-a căsătorit la data de 9 decembrie 2009 cu David Keoghan și are o fiica, Robin Keoghan.

## Operă

### Romane
- PS, I Love You (2004)
- Where Rainbows End (2004)
- If You Could See Me Now (2005)
- A Place Called Here (2006) ( There's No Place Like Here)
- Thanks for the Memories (2008)
- The Gift (2008)
- The Book of Tomorrow (2009)
- The Time of my Life (2011)
- One hundred names (2012)
- How to Fall in Love (2013)
- The year I met you (2014)
- The Marble Collector (2015)
- Flawed (2016)
- Perfect (2016) - succesorul lui "Flawed"

### Nuvele
- Herman Banks and The Ghost Writer (2014)

### Povestiri
- Twenty-Four Minutes (2004)
- Next Stop: Table For Two (2005)
- The Calling (2005)
- Mrs. Whippy (2006)
- The End (2006)
- Every Year (2010; nouă povestiri: Every Year / Twnenty-Four Minutes / Next Stop: Table for Two / The Calling / The End / The Production Line / Celebrating Mum / Mallard and May / The Things That I Remember)
- Girl in the Mirror (2010, două povestiri: Girl in the Mirror / The Memory Maker)

## Opere traduse în limba română
- P.S. Te iubesc, Editura ALL, 2007, reeditare în 2010, 2015, ISBN 978-973-724-965-4
- Suflete pereche, Editura ALL, 2007, ISBN 978-973-724-330-0, reeditare în 2015, ISBN 978-973-724-948-7
- Prietenul nevăzut, Editura ALL, 2008, ISBN 978-973-724-150-4, reeditare în 2011
- Dispăruți fără urmă, Editura ALL, 2008, ISBN 978-973-724-187-0
- Cartea Viitorului, Editura ALL, 2010, ISBN 978-973-724-280-8
- Mulțumesc pentru amintiri, Editura ALL, 2011, 978-973-724-409-3, reeditare în 2015, ISBN 978-973-724-961-6
- O sută de nume, Editura ALL, 2013, ISBN 978-973-724-757-5
- Întâlnire cu viața, Editura ALL, 2013, reeditare în 2015, ISBN 978-973-724-862-6
- Anul în care te-am întâlnit, Editura ALL, 2015, ISBN 978-973-724-956-2
- Dacă m-ai vedea acum, Editura Alcris, 2015, ISBN 594-848-870-654-8
- Defecți, Editura ALL, 2017, ISBN 978-606-783-066-8
- Perfecți, Editura ALL, traducător Adina Ratiu, Gabriel Ratiu, 2018, ISBN 978-606-783-074-3
- Pasărea Liră, Editura ALL, 2021, ISBN 9786067830934